# E (langue)
Pour les articles homonymes, voir E.
L'e (également appelée kjang e, kam-tai, be-tai ou encore tai-sek) est une langue parlée dans la région autonome des Zhuang, dans la province du Guangxi en Chine. 30 000 locuteurs ont été recensés en 1992.
C'est une langue métisse, avec d'importants apports lexicaux et morphogénétiques venant du pinghua de tugai et du mandarin du Sud-Ouest de Guilin. Toutefois, la grammaire de la langue a assez bien résisté aux autres langues chinoises.
L'e appartient au même sous-groupe que le tày des régions montagneuses du nord du Viêtnam et le zhuang méridional, dit « tai central » des langues tai, qui font partie de la branche dite « kam-tai » des langues taïes-kadaïes.